# سهم گمشده
سهم گمشده فیلمی به کارگردانی  و نویسندگی حسن نجفی ساختهٔ سال ۱۳۸۶ است.

## بازیگران
- کامران یونس
- خالده قلی آوا
- گلزار قربان اوا
- قربان مسیم اف
- اتکم اسکندراف
- مهربان خانلار اوا
- آیشاد محمداف
- آلماز آمان اوا
- مهدی خادم آذر